# آرثر إسحاق (لاعب كريكت)
آرثر إسحاق (بالإنجليزية: Arthur Isaac)‏ (4 أكتوبر 1873 - 7 يوليو 1916) هو لاعب كريكت بريطاني (وحمل سابقاً جنسية المملكة المتحدة لبريطانيا العظمى وأيرلندا).

## وصلات خارجية
- آرثر إسحاق على موقع إي آس بي آن كريك إنفو (الإنجليزية)